# پائولو موفا
پائولو موفا (انگلیسی: Paolo Moffa؛ ‏ ۱۶ دسامبر ۱۹۱۵ – ۲۶ فوریهٔ ۲۰۰۵) کارگردان فیلم، فیلم‌نامه‌نویس، تهیه‌کننده فیلم و تدوین‌گر اهل ایتالیا بود.
از فیلم‌هایی که وی در آن‌ها نقش داشته است، می‌توان به تا آخرین قطره خون اشاره نمود.